# El último Blockbuster
El último Blockbuster (en inglés: The Last Blockbuster) es una tienda de alquiler de videos en Bend, Oregon. En 2019, se convirtió en la última tienda minorista que quedaba en el mundo con la marca Blockbuster.

## Historia

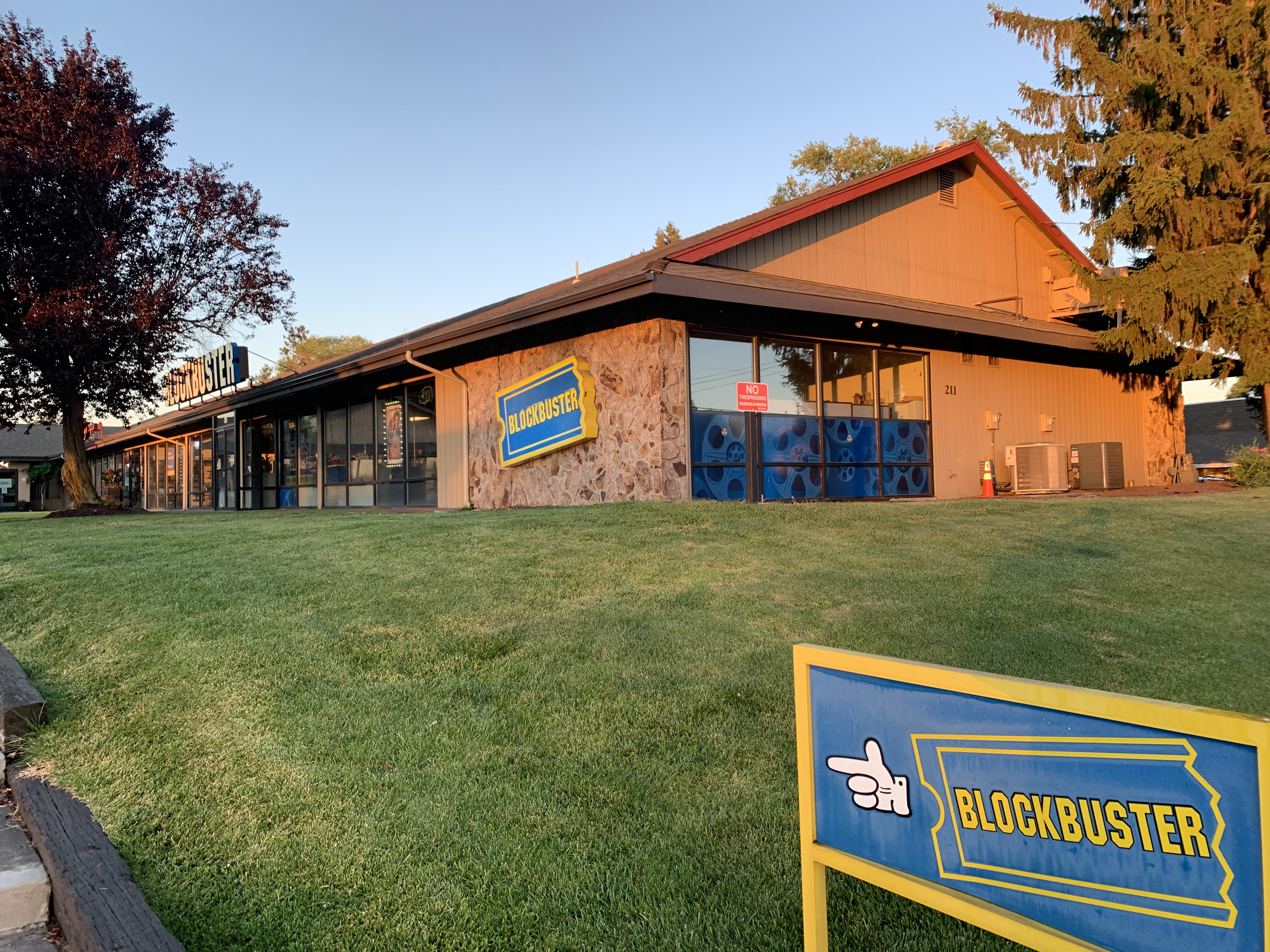
Tienda vista desde fuera en 2022

Ubicado en la intersección de la Ruta 20 de los Estados Unidos y la Avenida Revere, el Blockbuster en Bend, Oregón, fue inaugurado por Ken y Debbie Tisher en 1992 como la segunda ubicación de Pacific Video, una pequeña cadena de tiendas de alquiler de videos en el estado. En 2000, Tisher la convirtió en una tienda franquiciada de Blockbuster. Sandi Harding ha sido gerente general desde 2004.
Blockbuster LLC cerró todas sus tiendas de propiedad corporativa a principios de 2014, dejando la ubicación de Bend como una de las 50 tiendas de franquicia restantes. En julio de 2018, se convirtió en el último Blockbuster restante en los Estados Unidos, y en marzo de 2019, el último en el mundo. Dish Network, el propietario de la marca comercial Blockbuster, ya no otorga nuevas franquicias con el nombre Blockbuster, lo que ha consolidado el estado de la tienda Bend como el último Blockbuster.
La ubicación se ha convertido en un popular destino turístico desde que se convirtió en el último Blockbuster. Ken Tisher, quien todavía es dueño de la tienda, continúa obteniendo la licencia de la marca registrada Blockbuster de Dish Network anualmente, lo que también permite que la ubicación venda mercancías usando el nombre. La tienda almacena alrededor de 1200 títulos y tiene aproximadamente 4000 miembros que alquilan películas con regularidad.
En 2018, una cervecería local, 10 Barrel, lanzó una cerveza oscura para celebrar la tienda, llamada The Last Blockbuster (con toques de sabor a regaliz rojo). The Ellen DeGeneres Show visitó la tienda para un segmento de cámara oculta de broma en mayo de 2019. La tienda es el tema principal del documental del año 2020 'The Last Blockbuster', creado por cineastas de Bend y con varias celebridades, como Kevin Smith, Brian Posehn e Ione Skye.
La tienda continuó operando sin despedir personal durante la pandemia de COVID-19. Organizó fiestas de pijamas a través de Airbnb en septiembre de 2020.
La tienda apareció como un punto central de la trama en el segundo episodio de la temporada 21 de Padre de Familia, titulado "Bend or Blockbuster".
La comedia de situación de Netflix 'Blockbuster', se basa en esta tienda y está protagonizada por Randall Park.